# (1274) Дельпортия
(1274) Дельпортия (лат. Delportia) — типичный астероид главного пояса, который принадлежит к светлому спектральному классу S. Он был открыт 28 ноября 1932 года бельгийским астрономом Эженом Дельпортом в Королевской обсерватории Бельгии, расположенной близ города Уккел и был назван в честь своего первооткрывателя.

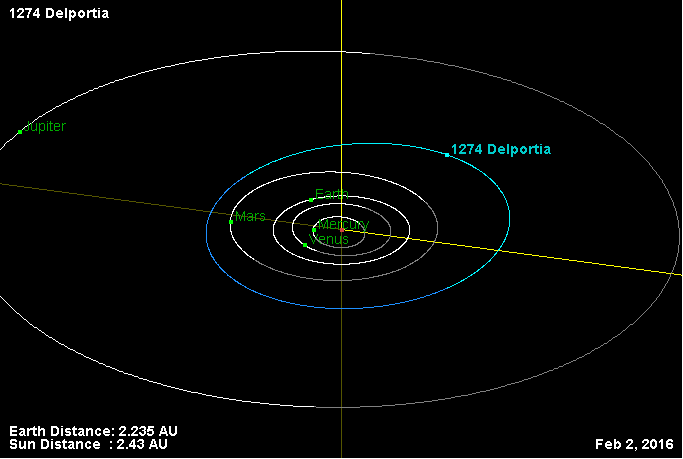
Орбита астероида Дельпортия и его положение в Солнечной системе